# Lauren Dolan
Pour les articles homonymes, voir Dolan.
Lauren Dolan, née le 19 septembre 1999, est une coureuse cycliste britannique, membre de l'équipe Bizkaia-Durango.  .

## Biographie
Elle a subi un accident de la circulation causé par un automobiliste, fin septembre 2019, lui entraînant de graves et importantes blessures. À la suite de cet événement, elle a été contrainte de mettre un terme à sa carrière cycliste.

## Palmarès sur route

### Par année
- 2019
  -  Médaillée de bronze du championnat du monde du contre-la-montre par équipes en relais mixte[2]
  - 3e du Tour d'Uppsala

### Classements mondiaux
| Année                                 | 2019 | 2020 |
| ------------------------------------- | ---- | ---- |
| Classement UCI                        | 204e | 753e |
|                                       |      |      |
| Légende : nc = non classéSource : UCI |      |      |

## Palmarès sur piste

### Championnats d'Europe
- 2016 (juniors)
  -  Médaillée de bronze de la poursuite par équipes juniors

### Championnats de Grande-Bretagne
- 2017
  - 2e de la poursuite par équipes